# محوطه نظرگارو
محوطه نظرگارو مربوط به سده‌های میانه دوران‌های تاریخی پس از اسلام است و در شهرستان رودبار، بخش مرکزی، دهستان رستم آبادجنوبی، روستای کلورز واقع شده و این اثر در تاریخ ۲۷ اسفند ۱۳۸۶ با شمارهٔ ثبت ۲۲۵۱۲ به‌عنوان یکی از آثار ملی ایران به ثبت رسیده است.